# Райхе, Рюдигер
Рюдигер Райхе (нем. Rüdiger Reiche; род. 27 марта 1955, Кверфурт, Галле) — немецкий гребец, выступавший за сборную ГДР по академической гребле в 1970-х и 1980-х годах. Чемпион летних Олимпийских игр в Монреале, двукратный чемпион мира, победитель многих регат национального и международного значения.

## Биография
Рюдигер Райхе родился 27 марта 1955 года в городе Кверфурт, ГДР. В детстве серьёзно занимался лёгкой атлетикой и баскетболом, но в конечном счёте сделал выбор в пользу академической гребли. Проходил подготовку в Потсдаме и Галле.
Впервые заявил о себе в гребле в 1973 году, выиграв серебряную медаль в одиночках на мировом первенстве среди юниоров в Ноттингеме.
Первого серьёзного успеха на взрослом международном уровне добился в сезоне 1974 года, когда вошёл в основной состав восточногерманской национальной сборной и побывал на чемпионате мира в Люцерне, откуда привёз награду золотого достоинства, выигранную в зачёте парных четвёрок.
Благодаря череде удачных выступлений удостоился права защищать честь страны на летних Олимпийских играх 1976 года в Монреале — в составе экипажа, куда также вошли гребцы Вольфганг Гюльденпфеннинг, Карл-Хайнц Бусерт и Михаэль Вольфграмм, занял первое место в мужских парных четвёрках и тем самым завоевал золотую олимпийскую медаль. За это выдающееся достижение по итогам сезона был награждён орденом «За заслуги перед Отечеством» в серебре.
После монреальской Олимпиады Райхе остался в составе гребной команды ГДР и продолжил принимать участие в крупнейших международных регатах. Так, в 1977 году в парных двойках он выиграл серебряную медаль на чемпионате мира в Амстердаме.
В 1978 году на мировом первенстве в Карапиро стал серебряным призёром в одиночках, уступив в финале западногерманскому гребцу Петеру-Михаэлю Кольбе.
На чемпионате мира 1979 года в Бледе получил бронзу в одиночках, пропустив вперёд финна Пертти Карппинена и представителя ФРГ Петера-Михаэля Кольбе.
Присутствовал в качестве запасного гребца на Олимпийских играх 1980 года в Москве, но его участие здесь не потребовалось.
В 1981 году добавил в послужной список серебряную награду, полученную в одиночках на мировом первенстве в Мюнхене — здесь в финале его вновь обошёл Кольбе.
Наконец, на соревнованиях 1982 года в Люцерне одержал победу в одиночках, став таким образом двукратным чемпионом мира по академической гребле.
В 1983 году на мировом первенстве в Дуйсбурге выиграл серебряную медаль в программе парных четвёрок.
Рассматривался в качестве кандидата на участие в Олимпийских играх 1984 года в Лос-Анджелесе, однако Восточная Германия вместе с несколькими другими странами восточного блока бойкотировала эти соревнования по политическим причинам.
В 1985 году в парных четвёрках вновь стал серебряным призёром на чемпионате мира в Хазевинкеле.
По завершении спортивной карьеры в 1986 году был награждён серебряным орденом «Звезда дружбы народов».
Впоследствии работал тренером в потсдамском «Динамо», где подготовил множество талантливых гребцов. После объединения Германии перешёл на работу страхового агента.